# Flasque

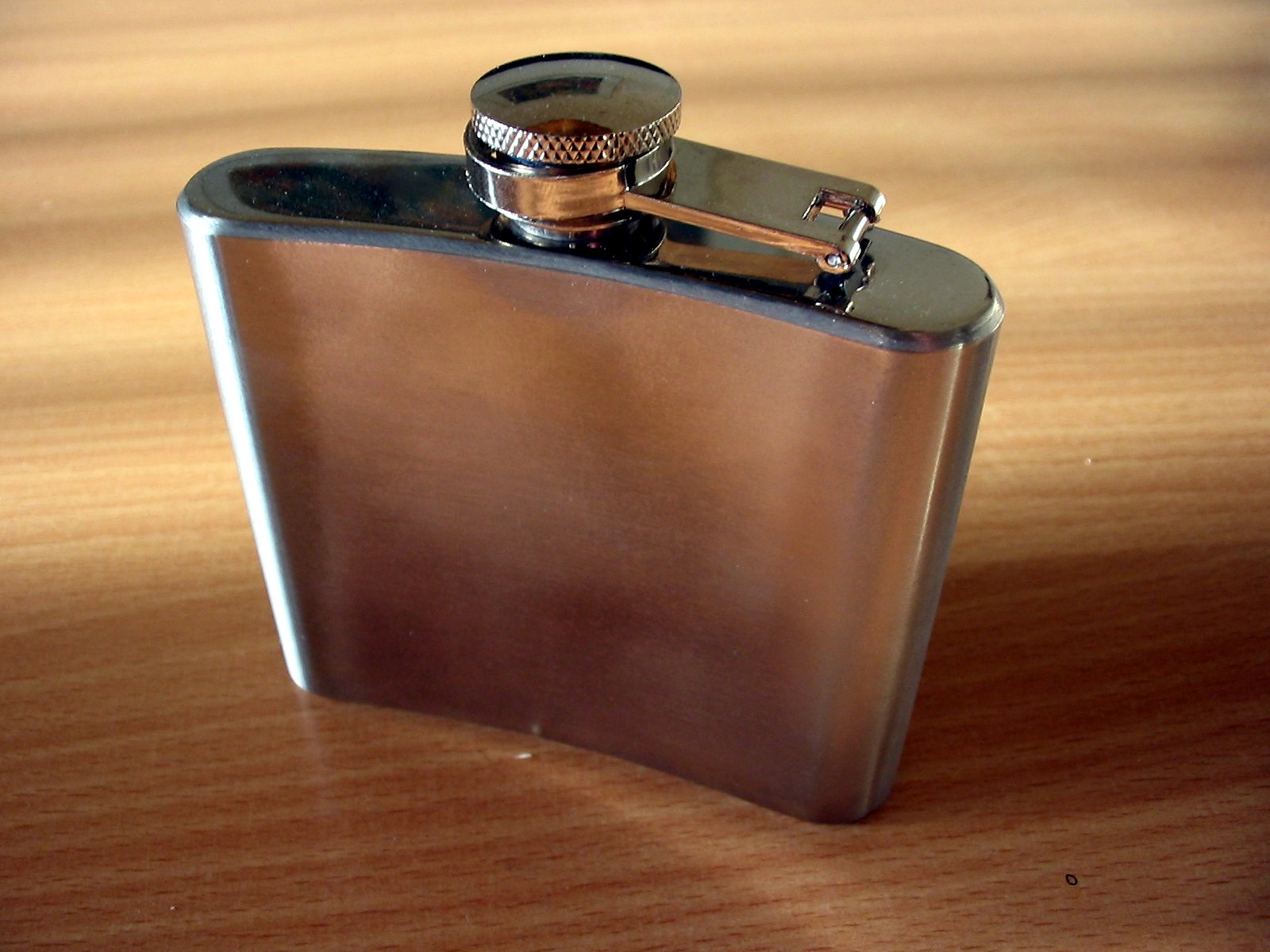
Exemple de flasque en métal.

Pour les articles homonymes, voir Flasque (homonymie).

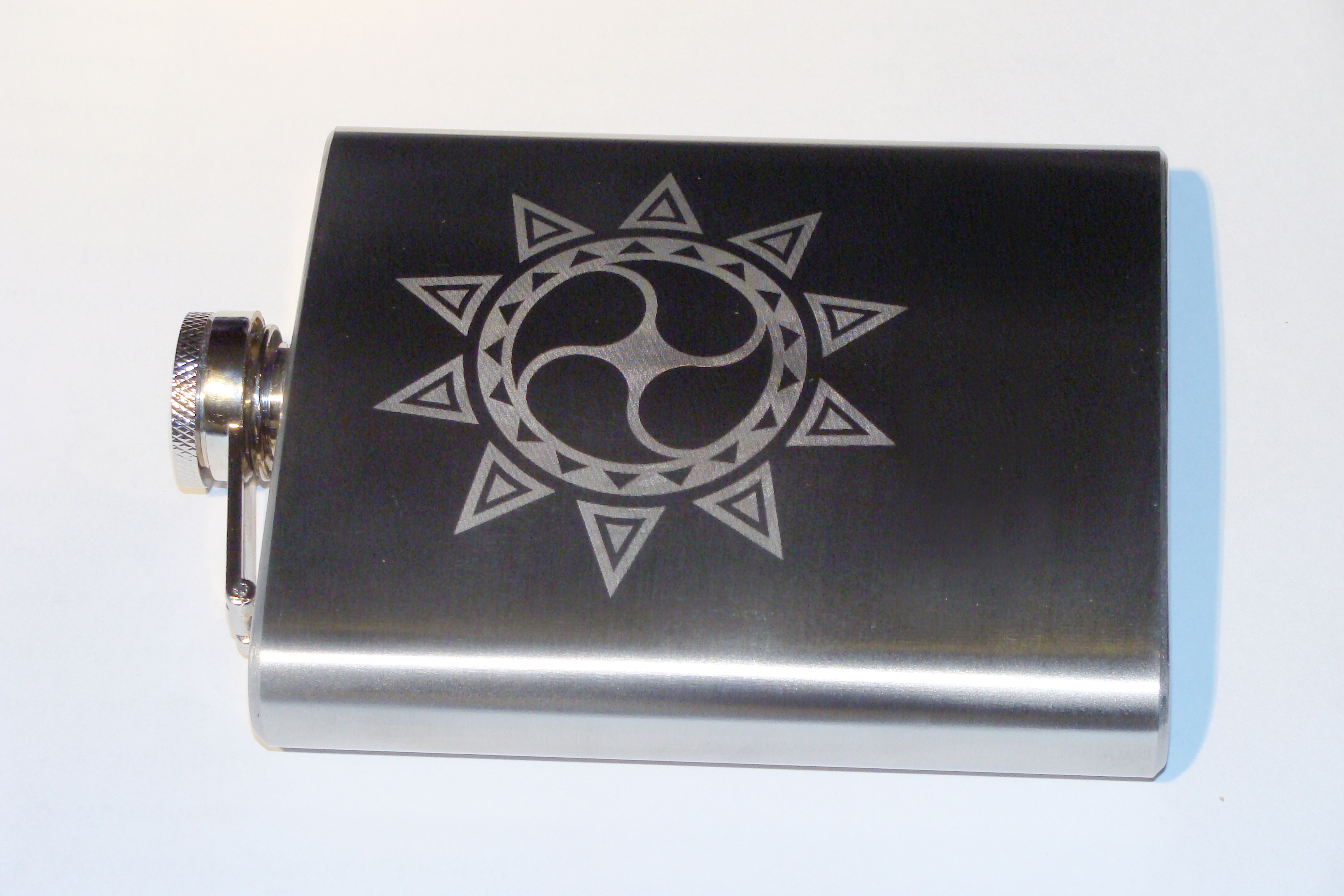
Exemple de flasque en métal gravé.

Une flasque est une petite bouteille plate, servant à transporter de l'alcool. Elle peut aussi être appelée flache ou flachette. Sa petite taille et sa forme lui permettent d'être transportée dans une poche.

## Description
Les flasques sont souvent faites en étain, argent, acier inoxydable, verre ou métal chromé, avec parfois une couverture en cuir pour la décoration. Certaines comportent une capsule à vis pouvant servir de verre, mais généralement, le contenu est bu directement de la flasque.
La contenance d'une flasque varie de 10 à 30 cL environ.

## Histoire

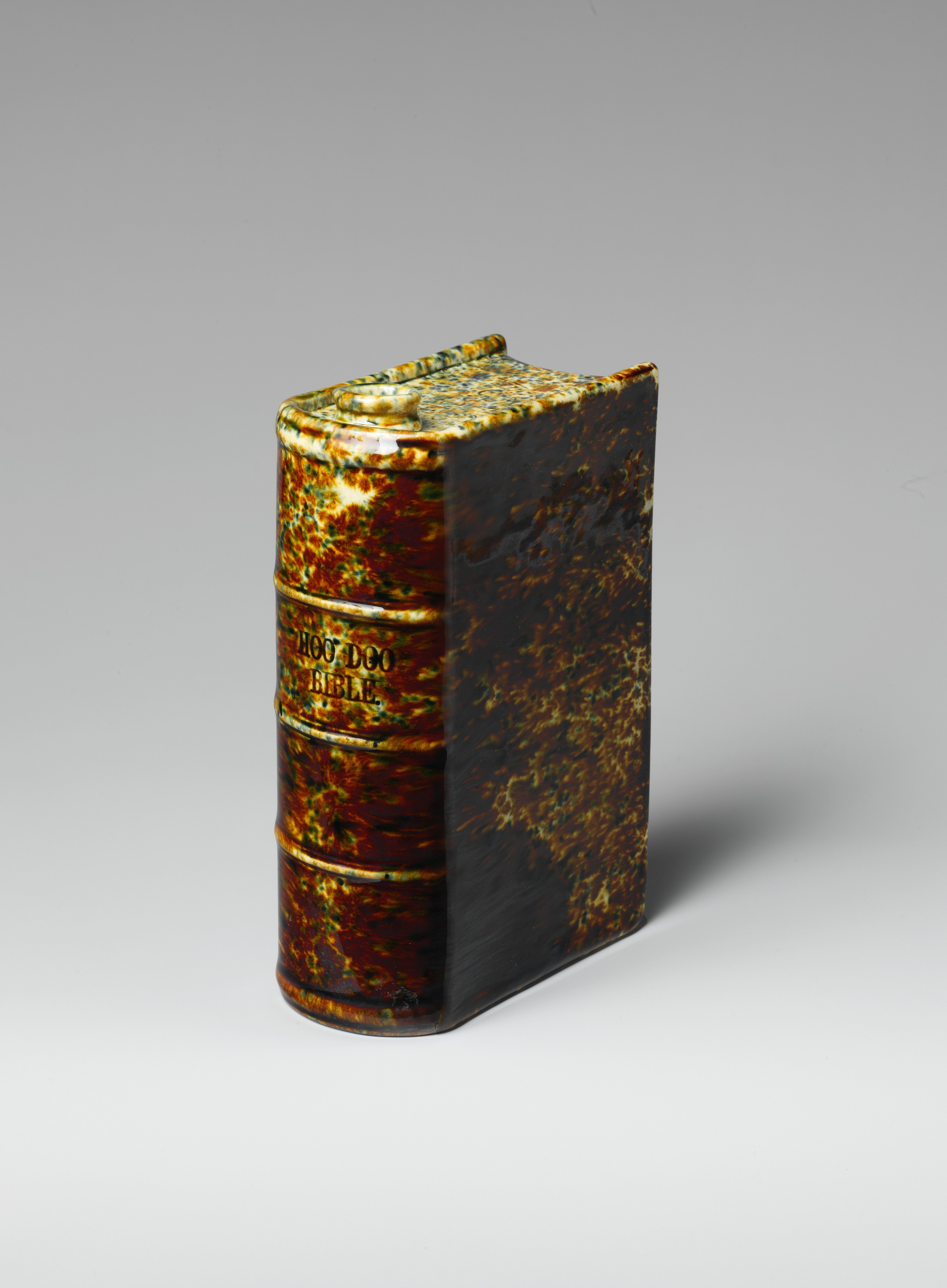
Flasque en céramique déguisée en livre (1849).

La flasque, dans sa forme actuelle, est apparue au XVIIIe siècle, et était initialement utilisée par les membres de la Gentry. Cependant, des versions moins compactes ont été produites durant de nombreux siècles. Ainsi, on rapporte plusieurs fois au Moyen Âge l'utilisation de fruits évidés pour stocker de la liqueur à l'intérieur. Au cours du XVIIIe siècle, des femmes embarquant sur des navires de guerre anglais à quai introduisaient illégalement à bord du gin à l'aide de flasques de fortune, faites en vessie de porc et cachées dans leur jupon. Pendant la Prohibition des années 1920, la vente de shakers et de flasques fut interdite par l'État de l'Indiana aux États-Unis.

## Usages dérivés
- La flasque apparaît souvent dans les comédies, car elle permet de boire dans des situations inappropriées dans lesquelles une bouteille ne peut prendre place.
- Dans la Royal Air Force, on utilisait le mot flasque comme nom de code pour le revolver.
- Les plus anciennes flasques, en particulier celles en argent, sont devenues aujourd'hui des objets de collection.
- Certaines flasques sont des objets commémoratifs. Des inscriptions y sont gravées (petites citations, hommages ou signes d'amitié, référence à une occasion mémorable).